# 2008 en Bosnie-Herzégovine
Cet article présente les faits marquants de l'année 2008 en Bosnie-Herzégovine.

## Évènements

### Avril
- Mardi 22 avril 2008 : trois anciens soldats serbes sont condamnés par le Tribunal international à de lourdes peines de prison (29 ans et 2 fois 21 ans) pour le meurtre de 23 civils musulmans lors de la guerre entre 1992 et 1995.

### Juin
- Jeudi 19 juin 2008 : un hélicoptère de l'Eufor s'écrase dans le centre du pays avec à son bord deux pilotes espagnols et deux officiers allemands.

### Juillet
- Samedi 26 juillet 2008 : plusieurs milliers de Serbes de Bosnie ont participé à des manifestations dans plusieurs villes de l'entité serbe de Bosnie, la Republika Srpska, pour marquer leur soutien à leur ancien chef, Radovan Karadžić, qualifié de « héros serbe »[1].

### Décembre
- Dimanche 7 décembre 2008 :
  - La Commission bosniaque des personnes disparues annoncent la découverte d'un charnier contenant seize cadavres de bosniaques croates et musulmans tués pendant la guerre (1992-1995) près de la ville de Šamac dans le nord du pays. Le charnier était dissimulé sous un énorme tas d'environ 2,5 mètres de gravats.
  - La mosquée de Gacko dans l'entité serbe de Bosnie est incendiée.